# Wicked Lake
Wicked Lake is een Amerikaanse horrorfilm uit 2006 onder regie van Zach Passero.

## Verhaal
Tijdens een college schilderen, waarin studenten een tekening van het heerlijke naaktmodel Ilene vervaardigen, zien de kunstleraar en zijn studenten hoe de zonderlinge Caleb plotsklaps het klaslokaal verlaat. Na afloop van het college biedt de warrig pratende jongen de vrouw aan haar naar huis te begeleiden. Bij de voordeur krijgt Ilene zijn tekening van een witte eenhoorn cadeau en willigt ze een vreemd verzoek van hem. Als de hand van Caleb bijna de borst van Ilene bereikt, gaat de voordeur van Ilene's optrekje open en verdwijnt de rare snuiter met de noorderzon.
De rossige Ilene woont samen met drie hete brunettes: de ranzig geile Jill, de preutse Mary met strakke rondingen en de knappe, retrocoole Helen. Het viertal meiden vertrekt met een SUV naar Rt. 17 Lakeside Cabin voor een ontspannen, intiem weekendje weg van de stadse drukte. Bij een tankstation moeten Ilene en Helen in het winkeltje ervaren hoe een troosteloze "Half-Idiot" kan handelen als hij twee mooie vrouwen ziet en afrekenen met de respectloze winkelbedienden Runt en Cyrus, die met hun plattelandshouding het stedelijk schoon niet bepaald als volwaardig mensen behandelen. Mary beleeft in de wachtrij bij het toilet een klein akkefietje met een moeder wier dochter niet bepaald onder de indruk is van de dreigementen van een vriendelijk ogende dame. Jill ligt op de motorkap van het vierwielige monster, niet bepaald met interesse voor haar directe omgeving.
's Avonds in de houten chalet krijgen de vier vrouwen onverwachts bezoek van Caleb, die zijn geschifte broers Palmer en Fred alsook de oude, aan een rolstoel gekluisterde Sir Jim heeft meegenomen voor een wild feest in de afgelegen hut. Na korte tijd ontstaan de eerste schermutselingen wanneer Palmer het gedrag van Caleb op brute wijze corrigeert en Jill onder bedreiging van een mes wordt gedwongen zich van haar blouse te ontdoen en met het kledingstuk de kots van de neergeslagen jongen op te ruimen. Na een korte ruzie valt een abrupt schot uit het pistool dat Sir Jam, "oorlogsveteraan in het Alaska-conflict van 1955", in zijn handen draagt. Als Palmer bij Mary het verlies van zijn oog wil wreken, rent Ilene als een gek naar de deur, rijgt ze de trieste Caleb met een stuk kapstok aan de deur, drinkt vervolgens zijn bloed en neemt alras haar verleidelijke benen. Fred volgt Ilene de bossen in om haar te vangen, waarna de vurige vrouw weldra tegen een boomstam botst en gestrekt op de bosgrond stort. Fred slaat de vrije Ilene met een stuk rots tot gruis en keert volledig onder haar bloed terug naar het houten chalet, waar Palmer Mary dwingt om vunzige seksuele handelingen te verrichten bij Sir Jim. Mary weet zich op het nippertje uit haar hachelijke situatie te bevrijden en verdwijnt naar buiten. Fred snelt zich andermaal in de voetsporen van een verrukkelijke vrouw.
De oudere rechercheur Jake neemt zijn jongere partner Ray op sleeptouw in een onderzoek naar een plaats delict in een griezelig aandoende kelder. De agenten stuiten op een ritueel altaar, gouden munten en enkele mensentanden. Met een infraroodbril vangen Jake en Ray sporen van DNA op die via fosforescerend licht het bewijs bieden dat op hun locatie door immens bloedvergieten talloze mensen het leven hebben gelaten. Na het plotseling verschijnen van een lijk schieten ze hun pistolen leeg op het levenloze lichaam en vluchten naar buiten. Jake en Ray haasten zich om de vier verdachte vrouwen op heterdaad te betrappen.
De wijzers van de klok wijzen naar middernacht en de klok slaakt twaalf harde kreten. In de bossen treft Fred een beestachtige Mary, die van een kwetsbare vrouw onverhoeds blijkt verworden tot een beestachtige verschijning die het op haar belager heeft voorzien. In achtervolging op Fred plaatst Mary haar dodelijke tanden in de nek van de toevallig langshoppende Cyrus, terwijl zijn compagnon Runt het van angst in zijn broek doet en niet weet hoe snel hij moet wegkomen. In de chalet willen Jill, Helen en een nagenoeg dode Ilene zich ondertussen op barbaarse wijze op Palmer en Sir Jim revancheren. Sir Jim wordt geslachtofferd via een behandeling met de middelen die hem feitelijk in leven moeten houden. Fred voelt zich behoorlijk dakloos wanneer zijn hersenen met behulp van een rietje worden leeggezogen. Palmer wacht op bed in een onaangename pose op het moment dat zijn vrouwelijke opponenten zich tegoed zullen doen aan een ietwat verlaat avondmaal. Bij de blokhut moet Jake zijn zeldzame enthousiasme bekopen met een fataal flitsbezoek, waarop Ray ter ere van zijn overleden vader en dito partner alles op alles zet om de snode bezigheden van de hitsige meiden eens en voor altijd te beëindigen.

## Rolverdeling
- Robin Sydney - Ilene
- Carlee Baker - Mary
- Eve Mauro - Jill
- Eryn Joslyn - Helen
- Marc Senter - Caleb
- Will Keenan - Palmer
- Justin Stone - Fred
- Frank Birney - Sir Jim
- Tim Thomerson - Jake
- Michael Esparza - Ray
- J.D. Brown - Runt
- Mike McKee - Cyrus
- Luke Y. Thompson - Half-Idiot
- Angela Bettis - moeder (tankstation)
- Phoenix Rae - dochter (tankstation)

## Cameo's
- Al Jourgensen - kunstleraar

## Filmmuziek
- 1. Ascension Of The Watchers - Evading
- 2. Ascension Of The Watchers - Residual Presence
- 3. Laika & The Cosmonauts - Experiment In Terror
- 4. RevCo - 10 Million Ways To Die
- 5. RevCo - Hookerbot3000
- 6. Ministry & Co-Conspirators - Bang A Gong
- 7. Ministry & Co-Conspirators - Radar Love
- 8. False Icons - Decay
- 9. Ministry - Cuz UR Next
- 10. Prong - Can't Stop The Bleeding
- 11. Prong - No Justice
- 12. Hemlock - Nobody Knows What A Killer Looks Like
- 13. Meshuggah - Combustion
- 14. Threat Signal - As I Destruct
- 15. Ministry - Khyber Pass